# Liste der Baudenkmäler in Eresing

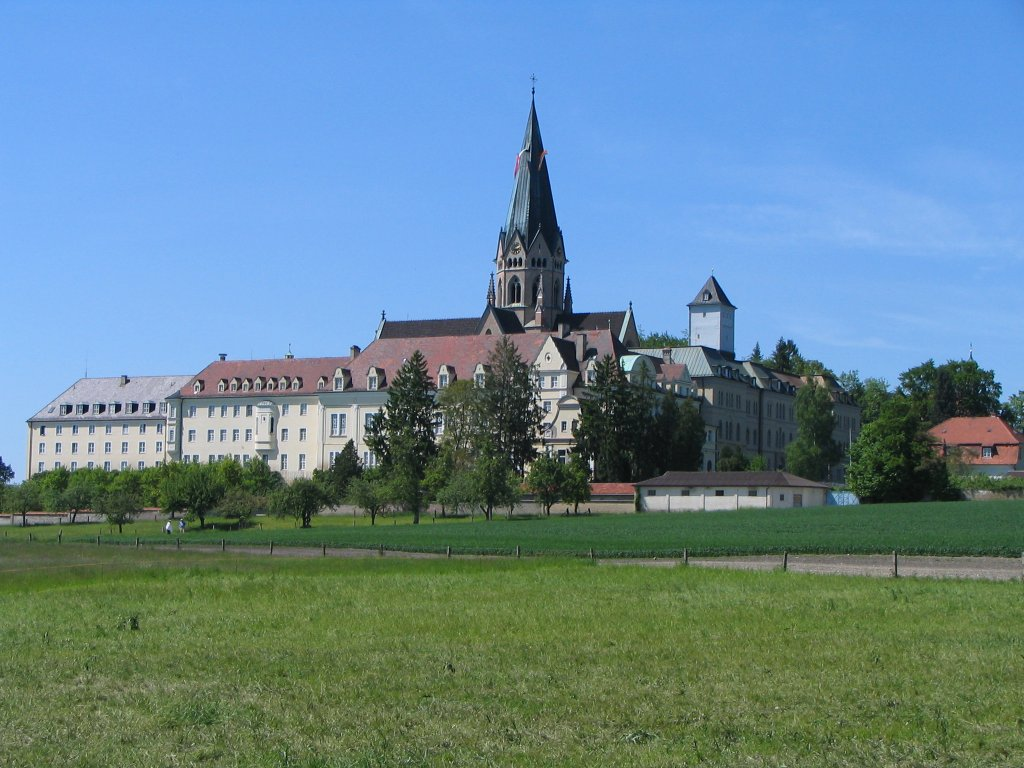
Blick auf die Erzabtei St. Ottilien

Auf dieser Seite sind die Baudenkmäler in der oberbayerischen Gemeinde Eresing zusammengestellt. Diese Tabelle ist eine Teilliste der Liste der Baudenkmäler in Bayern. Grundlage ist die Bayerische Denkmalliste, die auf Basis des Bayerischen Denkmalschutzgesetzes vom 1. Oktober 1973 erstmals erstellt wurde und seither durch das Bayerische Landesamt für Denkmalpflege geführt wird. Die folgenden Angaben ersetzen nicht die rechtsverbindliche Auskunft der Denkmalschutzbehörde.

## Baudenkmäler nach Ortsteilen

### Eresing
| Lage                             | Objekt                                 | Beschreibung | Akten-Nr.             | Bild                                   |
| -------------------------------- | -------------------------------------- | --- | --------------------- | -------------------------------------- |
| Hauptstraße 7 (Standort)         | Haustür                                | Holztür mit Schnitzdekor in neugotischen Formen, bezeichnet 1862 | D-1-81-118-3 Wikidata | Haustür                                |
| Kaspar-Ett-Straße (Standort)     | Mariensäule                            | Madonna auf Säule in Sandstein, bezeichnet 1776 | D-1-81-118-9 Wikidata | weitere Bilder                         |
| Kaspar-Ett-Straße 10 (Standort)  | Pfarrhaus                              | Stattlicher zweigeschossiger Putzbau mit Eck-Bodenerkern und Satteldach, von Johann Schmuzer, 1698; Ehemaliges Waschhaus, eingeschossiger Satteldachbau, frühes 19. Jahrhundert | D-1-81-118-4 Wikidata | weitere Bilder                         |
| Kaspar-Ett-Straße 12 (Standort)  | Katholische Pfarrkirche St. Ulrich     | Saalbau mit Querhaus, eingezogenem Chor und Chorflankenturm, im Kern 1488, verlängert mit Unterkirche um 1620, Turmaufbau von Joseph Schmuzer 1718, Umgestaltung von Dominikus Zimmermann 1756/57; mit Ausstattung; Friedhofsmauer, aus Tuffquadern, 17./18. Jahrhundert, teilweise erneuert | D-1-81-118-1 Wikidata | weitere Bilder                         |
| Kaspar-Ett-Straße 14 (Standort)  | Gasthaus                               | Stattlicher zweigeschossiger Walmdachbau, 1. Hälfte 19. Jahrhundert, Renovierung 2000 | D-1-81-118-5 Wikidata | Gasthaus                               |
| Kirchstraße 1 (Standort)         | Ehemals Bauernhaus                     | Zweigeschossiger Satteldachbau, Haustür mit Schnitzdekor in historistischen Formen, teilweiser Neubau 1873, im Kern älter, Haustür bezeichnet 1873 und 1896 | D-1-81-118-6 Wikidata | Ehemals Bauernhaus                     |
| Mittlere Dorfstraße 3 (Standort) | Wohnteil eines ehemaligen Bauernhauses | Zweigeschossiger Satteldachbau mit Söller und eingezogenem Giebel, im Kern 18. Jahrhundert | D-1-81-118-7 Wikidata | Wohnteil eines ehemaligen Bauernhauses |
| Mittlere Dorfstraße 8 (Standort) | Haustür                                | Holztür mit geschnitztem Dekor, bezeichnet 1842 | D-1-81-118-8 Wikidata | Haustür                                |
| Windacher Straße 20 (Standort)   | Katholische Kapelle St. Ulrich         | rechteckiger Putzbau mit Satteldach und Dachreiter, zweigeteilt in Andachtsraum und Eremitenwohnung, 1618; mit Ausstattung; Brunnenhaus, kleine Säulenhalle mit Brunnen und rückseitiger Nische mit Kruzifix, vor der Kapelle freistehend, um 1835                                           | D-1-81-118-2 Wikidata | weitere Bilder                         |

### Algertshausen
| Lage                       | Objekt              | Beschreibung                                                                   | Akten-Nr.              | Bild                |
| -------------------------- | ------------------- | ------------------------------------------------------------------------------ | ---------------------- | ------------------- |
| Algertshausen 1 (Standort) | Katholische Kapelle | Satteldachbau mit Dachreiter und halbrunder Apsis, um 1816/18; mit Ausstattung | D-1-81-118-10 Wikidata | Katholische Kapelle |

### Pflaumdorf
| Lage                          | Objekt                             | Beschreibung | Akten-Nr.              | Bild           |
| ----------------------------- | ---------------------------------- | --- | ---------------------- | -------------- |
| St. Georg-Straße 7 (Standort) | Katholische Filialkirche St. Georg | einschiffiger Satteldachbau mit eingezogenem Chor und schlankem Westturm, im Kern spätgotisch, Umgestaltung 1678; mit Ausstattung | D-1-81-118-11 Wikidata | weitere Bilder |

### Sankt Ottilien
| Lage                                | Objekt                                                                                   | Beschreibung | Akten-Nr.              | Bild           |
| ----------------------------------- | ---------------------------------------------------------------------------------------- | --- | ---------------------- | -------------- |
| Calvarienbergäcker (Standort)       | Jüdischer Friedhof                                                                       | Grabsteine entlang einer Betoneinfriedung, nach 1945 | D-1-81-118-19 Wikidata | weitere Bilder |
| Erzabtei 5, 6, 7 (Standort)         | ehemalige Gäste- und Wohltätervillen des Klosters St. Ottilien, heute Mietshäuser        | zweigeschossige malerische Gruppenbauten mit Sattel- und Walmdächern, Ausluchten, Türmen und Balkonen, Figuren und Reliefs zu den Hausnamen Herz Jesu, Herz Mariens und St. Josef; von Michael Kurz, 1903 | D-1-81-118-23          | weitere Bilder |
| Haltestelle St. Ottilien (Standort) | Bahnhof                                                                                  | Bahnhof der Ammerseebahn, eingeschossiger Satteldachbau mit Wartehalle in versachlichtem Heimatstil, 1939/40; mit Ausstattung | D-1-81-118-18          | weitere Bilder |
| Kloster St. Ottilien (Standort)     | Katholische Klosterkirche Herz Jesu                                                      | dreischiffige Basilika mit oktogonalem Vierungsturm, Sichtbacksteinbau in historistischen Formen, von Hans Schurr, 1897–1899; mit Ausstattung | D-1-81-118-13          | weitere Bilder |
| Kloster St. Ottilien (Standort)     | Ehemaliges Bahnwärterhaus                                                                | Eingeschossiger Satteldachbau in Formen des reduzierten Heimatstils, 1922 | D-1-81-118-20 Wikidata | weitere Bilder |
| Kloster St. Ottilien (Standort)     | Ehemaliger Rittersaal des Hofmarkschlosses                                               | heute Teil der Klosteranlage, Saal mit reicher Stuckdecke, von Johann Schmuzer, 1701 | D-1-81-118-15 Wikidata | BW             |
| Kloster St. Ottilien (Standort)     | Ehemalige Katholische Schlosskapelle St. Ottilia                                         | einschiffiger Satteldachbau mit eingezogenem Chor und kleinem Chorturm, im Kern um 1476, Türmchen bezeichnet 1627, Stuckierung des Chors 1686; mit Ausstattung | D-1-81-118-14 Wikidata | weitere Bilder |
| Kloster St. Ottilien (Standort)     | Kloster der Benediktinerkongregation von St. Ottilien, ehemals Männerkloster St. Andreas | Stattlicher dreigeschossiger Bau mit Mittel- und Eckrisaliten, neugotischen Spitzbogenfenstern und Mansardwalmdach sowie mittigem Turm im Westen, von Andreas Amrhein, 1891–93; Erweiterungsbau, drei- und viergeschossiger Südflügel mit zweigeschossigem Querbau zum südlichen Kirchenquerschiff und Westflügel, Fassaden zum Teil mit Jugendstildekor, Walm- und Satteldächer mit Ziergiebeln und Gauben, von Michael Kurz, 1910/11; nach Westen erweitert 1954/55 | D-1-81-118-17 Wikidata | weitere Bilder |

## Ehemalige Baudenkmäler
In diesem Abschnitt sind Objekte aufgeführt, die früher einmal in der Denkmalliste eingetragen waren, jetzt aber nicht mehr. Objekte, die in anderem Zusammenhang also z. B. als Teil eines Baudenkmals weiter eingetragen sind, sollen hier nicht aufgeführt werden. Aktennummern in diesem Abschnitt sind ehemalige, jetzt nicht mehr gültige Aktennummern.

| Lage                            | Objekt         | Beschreibung                                                                                  | Akten-Nr.              | Bild           |
| ------------------------------- | -------------- | --------------------------------------------------------------------------------------------- | ---------------------- | -------------- |
| Pflaumdorf, im Ort (Standort)   | Kirchhofsmauer | West- und Nordzug mit zwei, von niedrigen Pfeilern flankierten Eingängen, 17./18. Jahrhundert | D-1-81-118-12 Wikidata | BW             |
| Kloster St. Ottilien (Standort) | Bibliotheksbau | 1912 von Michael Kurz, mit Jugendstildekor                                                    | D-1-81-118-16 Wikidata | Bibliotheksbau |